# Romeo Gregori
Romeo Gregori (Carrara, 4 gennaio 1900 – Roma, 28 marzo 1940) è stato uno scultore italiano.

## Biografia
Nel 1915 frequenta l'accademia di belle arti di Carrara, dove incontra Carlo Fontana in veste di insegnante. Fontana lo inserisce nel proprio studio dove Gregori collabora alla realizzazione della Quadriglia che andrà a occupare l'altare della patria a Roma. Gregori diventa noto come ritrattista. Tra le sue opere più celebri: Testa di cavatore apuano, conservata presso la Galleria nazionale d'arte moderna e contemporanea e Testa di macellaio romano, esposta alla Galleria d'arte moderna del capoluogo toscano, Pastore in riposo esposta alla galleria di arte moderna di Latina.

## Opere
Testa di Primo Carnera  Scultura in terracotta, cm. 38 x 28 x 28 - 1934